# Lucius Iunius Silanus (Prätor 48)
Lucius Iunius Silanus (* um 25; † 1. Januar 49 in Rom) war ein römischer Politiker und Prätor des Jahres 48.

## Leben
Lucius Iunius Silanus war ein Sohn des Marcus Iunius Silanus Torquatus, des Konsuls des Jahres 19, und der Aemilia Lepida. Er und seine Geschwister Decimus Iunius Silanus Torquatus, Marcus Iunius Silanus (Konsul 46), Iunia Silana und Iunia Calvina gehörten als Nachkommen des Augustus zu den angesehensten Personen der Zeit unter Claudius und Nero.
Im Jahr 41 wurde er in noch kindlichem Alter mit der erst zweijährigen Octavia, der Tochter des Claudius und der Messalina, verlobt. Der auch sonst schon angesehene Lucius Silanus wurde jetzt zusätzlich durch die Teilnahme am Britannien-Feldzug des Claudius, die anschließende Verleihung der Triumphinsignien und die Pracht eines Fechterspiels ausgezeichnet. Auch erhielt er das Amt eines Vigintivir und die Erlaubnis, die Ämter fünf Jahre vor der im Cursus honorum vorgeschriebenen Zeit auszuüben. Im Jahre 48 war er bis Ende Dezember Praetor, ein Amt, das eigentlich erst im Alter von 40 Jahren ausgeübt werden durfte, dass er aber laut Cassius Dio lange vor dem Normalalter erreichte. Laut Sueton war er zum Zeitpunkt seines Triumphs noch ein Knabe.
Lucius Vitellius streute in diesem Jahr für Agrippina die Jüngere Beschuldigungen gegen Silanus aus, damit Nero Octavia heiraten konnte, und unterstellte ihm zwar nicht blutschänderische, aber doch unvorsichtige Liebe zu seiner Schwester Iunia Calvina, der Ehefrau von Vìtellius’ gleichnamigem Sohn. Durch ein Edikt des Vitellius vom 29. Dezember wurde Silanus zwei Tage vor Beendigung seiner Amtszeit aus dem Senat gestoßen. Er beging am 1. Januar 49 Selbstmord, dem Tag der Eheschließung zwischen Agrippina und Claudius. Laut Seneca wurde er von Claudius wegen Blutschande hingerichtet.